# NGC 6743
NGC 6743 је група звезда у сазвежђу Лира која се налази на NGC листи објеката дубоког неба.
Деклинација објекта је + 29° 17' 14" а ректасцензија 19h 1m 26,7s. Привидна величина (магнитуда) објекта NGC 6743 износи 13,4.